# باول جيرمان
باول جيرمان (بالإنجليزية: Paul Germain)‏ هو كاتب سيناريو ورسام رسوم متحركة أمريكي، ولد في 6 يونيو 1959 في لوس أنجلوس في الولايات المتحدة.

## وصلات خارجية
- باول جيرمان على موقع IMDb (الإنجليزية)
- باول جيرمان على موقع قاعدة بيانات الفيلم (الإنجليزية)
- باول جيرمان على موقع كينوبويسك (الروسية)